# 푸러형 증기 기관차
푸러형 증기 기관차는 한국 철도사 초기에 대표적으로 사용된 2-6-2 차륜배치식 탱크식 증기 기관차의 통칭이다.

## 개요
푸러형 증기 기관차의 도입은 경부철도주식회사가 경부선 철도의 급구배 및 급곡선 구간에 대응하기 위하여 미국 볼드윈(Baldwin)사로부터 18량을 수입한 것이 최초이다. 푸러라는 명칭의 어원은 미국 현업에서 2-6-2형을 부르는 프레리(Prairie)로부터 온 것으로, 그 명칭을 약해서 부른 것이다. 초기의 한국 철도에서는 가장 대표적인 차량으로서, 거의 모든 선구에서 운용되었으며, 형식 구분도 가장 많은 8종이나 되었다.

## 각 형식별 역사와 특징
푸러형 증기 기관차는 2개의 전륜(1축), 6개의 동륜(3축), 그리고 2개의 후륜을 공통적으로 갖추고 있다. 한국에서 사용된 푸러형 차량은 전부 탱크식으로, 텐더식 차량은 전무하다. 아울러, 푸러8형을 제외하면 동륜직경은 1370mm이며, 따라서 최고속도 역시 75km/h까지 낼 수 있었다. 푸러형은 특히 한반도의 환경조건에 맞도록 많은 개량과 조정이 따랐으며, 그로 인해 일제강점기 말기를 거쳐, 한국전쟁기까지 그대로 사용될 수 있었다. 이하는 푸러1형부터 푸러 8형까지의 각 형식을 열거하여 설명한 것이다.

### 푸러1 및 푸러2
푸러1형은 경부철도주식회사가 최초로 도입한 차량으로, 한강철교 개통 등과 맞추어 도입한 18량과 군용철도용으로 도입된 52량 등 도합 70량이 여기에 해당한다.
제작은 미국의 볼드윈 사가 하였으며, 국내 반입은 부산 초량 공장 및 인천 공장에서 조립하여 이루어졌다. 당초에 철도의 건설작업을 위해서 1901년부터 조달이 개시되었다. 이후 경부선 철도가 러일전쟁의 여파로 속성공사 및 임시 개업이 이루어지게 되면서 본격적으로 차량 조달이 개시, 1906년에 볼드윈 사로부터 추가로 도입되어 겸이포(현재의 황해도 송림) 공장에서 52량을 조립 투입하였다. 이 기관차는 여객과 화물 양용으로 사용되었으며, 1925년에 이후 다수의 차량이 국내산 석탄 이용에 적합하도록 푸러4형으로 개조되었다.
푸러2형은 푸러1형 도입 후의 본격적인 차량 증비가 시작된 시기인 1905년에 도입된 차량으로, 미국의 브룩스(Brooks) 사에서 제작하였다. 푸러1형과 달리 포화증기식 보일러를 채택하고 있다.  총 9량이 도입되었으며, 황해도 겸이포와 인천에서 조립되었다. 1935년에 일본의 니혼샤료로부터 1량이 추가 도입되기도 하였다.

### 푸러3
푸러 3형은 1912년에 도입된 차량으로 독일 보르지히(Borsig) 사에서 제작되었다.
주된 차량의 특징으로 푸러 1형 및 2형에 비교하여 폭이 증대되었음을 알 수 있는데, 이는 석탄 및 물의 적재량을 늘리기 위한 것으로 추정된다. 또한 과거의 푸러형이 스티븐슨식 증기 밸브를 채택하고 있는 데 비하여, 이 차량은 한국철도에서는 최초로 왈샤트식 증기 밸브 구조를 채택하고 있다. 왈샤트식 증기 밸브는 전 세계적으로 널리 쓰이는 방식의 밸브 구조로, 당시 조선철도국에서 조달하는 각 신형식 증기기관차에서도 대거 채택되었다.
이 차량은 독일에서 제작, 반입되어, 부산 초량 공장에서 조립하였다. 전 기간에 걸쳐 총 14량이 도입되었다.

### 푸러4
이 차량은 푸러1형을 국내 사정에 맞도록 개조한 차량이다. 1925년 경성공장(현재의 용산 철도기지창)에서 개조를 공사를 수행하였는데, 주요 개조사항은 다음과 같으며 이로 인해 외관과 성능이 변경되었다.
- 열량이 부족한 국내산 갈탄을 사용하기 위해 화상(火床) 면적을 넓혔다.
- 보일러의 효율 향상을 위해서 보일러 외장을 타원형으로 개조하여, 보일러의 연관 용적을 늘렸다.
- 이상의 조처를 통해 전열 면적의 증가를 꾀하였다.
- 선로 연변 화재 방지를 위한 불똥비산방지장치를 설치하였다.
- 화격자(Stoker)의 간격을 확대하였다.

### 푸러5 및 푸러6
푸러 5형은 1911년에 사설철도에 도입된 차량이었으나, 1930년에 매수된 차량이다. 미국 볼드윈 사 제작 차량으로, 경성공장에서 개조된 차량이다. 총 2량이 도입되었다.
푸러 6형 역시 1911년에 사설철도에 도입된 차량이나, 1930년에 매수된 차량이다. 푸러 5형과 달리 독일 코펠(Koppel) 사 제작 차량으로, 도입 당시 부산 공장에서 조립하였다. 역시 2량만 도입되었다. 한 량은 해방 후 북한에서 운행된 것으로 보인다.

### 푸러7
1930년도부터 도입된 차량이다. 이 차량은 당시 조선철도국에서 국내의 운용조건과 환경을 기초로 푸러형 기관차를 바탕으로 하여 독자 설계하였으며, 그 생산 역시 산하 경성공장에서 직접 수행하였다. 도입처는 가와사키샤료(川崎車輛) 4량이 사유철도에서 도입되었다가 재매수 되었으며, 이후 1931년부터는 경성공장에서 12량을 생산 도입하여 경인선에 투입하였다.
푸러7형 증기 기관차는 도입된 차량과 국내생산 차량의 제원이 상이하며, 실질적으로 구분되는 차종이라 할 수 있으나, 그럼에도 불구하고 당시에는 푸러7형으로 통칭하였다. 그런 이유로, 이를 다시 "도입 푸러7", "국(局) 푸러7"로 구분하여 표기하기도 한다.
동 형식의 차량은 1938년에 니혼샤료와 경성공장에서 추가적으로 18량을 제작하였으며, 1939년 및 1941년에는 사설철도인 경춘철도주식회사의 경춘선 용도로 9량이 가와사키샤료, 히다치가사도(日立笠戶) 공장 등으로부터 도입되었다.

### 푸러8
푸러 8형은 한국철도에서 조달한 최후의 푸러형으로, 1932년에 최초로 제작되었다.
푸러 8형은 가장 독창적인 형식이자, 푸러형 기관차 중에서는 가장 발전된 형식으로 한국철도에서 자체 설계하여 경성 공장에서 처음 제작되었으며, 그 외에 추가적으로 니혼샤료 및 기샤가이샤(汽車會社)에 1939년도에 발주하여 15량이 도입되었다. 이 차량이 이전의 푸러형과 가장 구분되는 부분은 동륜 직경을 들 수 있다. 당시 널리 사용되던 미카형이나 파시형등 각 신형 기관차 형식과 동일하게 1,520mm 동륜을 채용하였으며, 이로 인해서 그 최고속도가 과거 형식의 75km/h에서 90km/h로 향상되었다.
이 형식의 기관차는 특히 비교적 고속성능이 양호하고, 운용이 간편하여 경인선 쾌속열차를 견인하는 데 사용되었다.

## 운행 구간
푸러형 기관차는 국유철도 및 사설철도를 막론하고 널리 사용되었다. 초기에는 경부선과 경인선에 주로 투입되었으나, 이후 경인선등 비교적 단거리 구간에 널리 투입되었다.
사설철도선으로 투입이 확실히 확인되는 구간은 경춘철도주식회사의 경춘선 구간이다. 이 외에 일제강점기 당시 각지의 사설철도선에 투입되었으나, 그 구체적인 보유 상황이나 운전 상황은 확인되지 않고 있다.